# Raffaella Giuliano
Raffaella Giuliano (Venafro, 8 luglio 1998) è una calciatrice italiana, difensore del Freedom.

## Carriera

### Club
Raffaella Giuliano cresce nel comune di Venafro  appassionandosi fin da piccola al gioco del calcio tanto da convincere i genitori, il padre giocò nel ruolo di portiere nell'Isernia, a iscriverla alla locale scuola calcio. Dopo aver giocato nelle formazioni miste della società per circa quattro anni decide di trasferirsi al Napoli dove mette in luce le sue attitudini nel giocare sia nel reparto difensivo che offensivo.
Grazie alle sue qualità espresse nelle giovanili, viene inserita in rosa con la squadra titolare dalla stagione 2013-2014, facendo il suo debutto in Serie A, il livello di vertice del campionato italiano femminile di calcio, già alla 1ª giornata, il 28 settembre 2013, nell'incontro perso per 3-1 in casa delle avversarie del Brescia, stagione dove segna anche la sua prima rete in Serie A alla 15ª giornata, siglando il primo dei tre gol con cui la squadra supera la Scalese. Da allora indossa la maglia azzurra del Napoli Carpisa Yamamay, seguendo le sorti della squadra giocando in Serie B i due successivi campionati fino al termine della stagione 2015-2016.
Durante l'estate 2016 ha l'opportunità di giocare all'estero, negli Stati Uniti d'America in National Premier Soccer League, nell'OSA FC, e nel calciomercato estivo coglie l'opportunità offertale dalla Res Roma per tornare a giocare in Serie A dalla stagione entrante.
Nell'estate 2017 ha lasciato la Res Roma per tornare negli Stati Uniti per le Lady Buccaneers dell'East Tennessee State University. All'inizio del 2018 è tornata in Italia, accordandosi sempre con la Res Roma e disputando l'ultima gara di campionato della stagione 2017-2018.
Al termine della stagione 2017-2018 è tornata negli Stati Uniti per disputare la stagione 2018-2019 sempre con la maglia delle Lady Buccaneers dell'East Tennessee State University.
Nel mercato invernale del 2020 fa il suo ritorno in Italia, per vestire la maglia del Pomigliano, in Serie B Femminile. Con le campane, fa il suo esordio nella sfida di vertice contro la Riozzese Como.
A fine gennaio 2023 è tornata a giocare nel campionato italiano, firmando un contratto con la Lazio, militante in Serie B. Nei mesi precedenti era tornata negli Stati Uniti all'East Tennessee State University, dove aveva conseguito la laurea in brand and media Strategy.

### Nazionale
Viene più volte convocata agli stage del Centro tecnico federale FIGC a Coverciano, nelle formazioni delle nazionali giovanili Under-17 e Under-19.

## Palmarès

### Club
- Campionato italiano di Serie B: 1

Lazio: 2023-2024